# Озсой, Нериман
Нериман Озсой (тур. Neriman Özsoy; род. 13 июля 1988, Разград, Болгария ) — турецкая волейболистка, доигровщик японского клуба «Тойота Авто Боди Квинсейс» и сборной Турции.

## Карьера
Нериман Озсой начинала свою карьеру волейболистки в стамбульском клубе «Эджзаджибаши», где она тренировалась и играла с 1999 по 2005 год. В первой команде клуба Озсой дебютировала в сезоне 2005/06, тогда же впервые стала чемпионом Турции в составе «Эджзаджибаши». В следующем сезоне она выступала за «Каршияку», но через год вернулась в «Эджзаджибаши», с которым победила ещё в одном чемпионате Турции и стала обладателем Кубка Турции. В 2007 году Нериман Озсой дебютировала в национальной сборной, играя за неё на чемпионате Европы. В 2010 году она завоевала свою первую медаль в составе Турции: бронзу Евролиги.
Перед стартом сезона 2010/11 Нериман Озсой подписала двухлетний контракт с «Сирио», выступавшим в итальянской Серии А1. Несколько дней спустя она была отдана в аренду на год польскому клубу «Трефль» из Сопота. Со сборной Турции Озсой выиграла бронзу на чемпионате Европы 2011. В январе 2012 года она расторгла свой контракт с клубом «Трефль Сопот» из-за его экономических проблем, и спустя всего день стала игроком краснодарского «Динамо». В тот же период Озсой, выступая за национальную сборную, завоевала бронзовую медаль на Мировом Гран-при 2012.
В сезоне 2012/13 она вернулась играть на родину, подписав контракт с «Галатасараем», за который выступала следующие два года. Затем Озсой перебралась в итальянский клуб Серии А1 «Имоко Воллей» из Конельяно. В 2015 году в составе сборной Турции она стала обладательницей золотой медали на I Европейских играх.
В сезоне 2015/16 Нериман Озсой вновь выступала за «Эджзаджибаши», а в следующем сезоне играла за итальянскую «Лю-Джо Нордмекканику» из Пьяченцы. С национальной сборной она выиграла бронзовую медаль на чемпионате Европы 2017.

## Достижения

### Клуб
- Чемпионат Турции: 2005/06, 2007/08
- Кубок Турции: 2008/09

### В сборной
- Евролига 2010
- Евролига 2011
- Montreux Volley Masters 2015
- Европейские игры 2015